# Кузьмин, Валерий Борисович
Валерий Борисович Кузьмин (3 апреля 1941 — 28 декабря 2024) — советский хоккеист, защитник, четырёхкратный чемпион СССР, мастер спорта СССР (1961), заслуженный мастер спорта России (2019).

## Биография
Валерий Кузьмин начинал играть в хоккей в 1953 году в московской команде «Метрострой». По некоторым данным, в 1955—1957 годах он выступал за команду «Локомотив» (Москва), хотя сам Кузьмин в интервью это отрицал, и говорил, что в те годы он играл только за команду «Метрострой».
В 1958—1972 годах Валерий Кузьмин выступал за команду «Спартак» (Москва), забросив 38 шайб в 386 матчах чемпионата СССР (по другим данным, более 400 матчей и 33 шайбы). За это время в составе своей команды он три раза (в 1962, 1967 и 1969 годах) становился чемпионом СССР, четыре раза — серебряным призёром и три раза — бронзовым призёром чемпионата СССР. Во время выступлений за московский «Спартак» в разные годы играл в паре с защитниками Анатолием Рыжовым, Алексеем Макаровым, Евгением Кобзевым, Дмитрием Китаевым, Евгением Паладьевым и Владимиром Испольновым. Четыре раза (в 1961—1963 и 1969 годах) входил в число лучших хоккейных игроков сезона.
В 1972—1975 годах Валерий Кузьмин выступал за команду «Крылья Советов» (Москва), забросив 4 шайбы в 70 матчах чемпионата СССР. За это время в составе своей команды он один раз (в 1974 году) становился чемпионом СССР, один раз — серебряным призёром и один раз — бронзовым призёром чемпионата СССР. Во время выступлений за «Крылья Советов» играл в паре с защитником Виктором Кузнецовым.
Валерий Кузьмин также выступал за сборную СССР по хоккею, в составе которой в 1960—1965 годах он провёл пять товарищеских игр.
В 1975—1976 годах Валерий Кузьмин выступал за команду «Йокерит» (Хельсинки, Финляндия).
После окончания игровой карьеры Валерий Кузьмин работал тренером в московской команде «Крылья Советов» (1976—1980) и в воскресенском «Химике» (1980—1986), а также тренировал детские команды «Кировца» (Москва).
22 апреля 2019 года приказом министра спорта Российской Федерации Павла Колобкова Валерию Кузьмину было присвоено почётное спортивное звание «Заслуженный мастер спорта России».

## Достижения
- Чемпион СССР по хоккею — 1962, 1967, 1969, 1974[2][3].
- Серебряный призёр чемпионата СССР — 1965, 1966, 1968, 1970, 1975[2][3].
- Бронзовый призёр чемпионата СССР — 1963, 1964, 1972, 1973[2][3].
- Обладатель Кубка СССР — 1970, 1971, 1974[3].
- Финалист Кубка СССР — 1967[3].